# Callum Turner
Callum Robilliard Turner (Londres, 15 de febrer de 1990) és un actor i model anglès, conegut pels seus papers de Theseus Scamander a Bèsties fantàstiques: Els crims de Grindelwald, Bill Rohan a Reina i pàtria, Eli a la sèrie d'E4 Glue i Shaun Emery a la sèrie de la BBC One The Capture. Aquest últim paper li va valdre una nominació al BAFTA al millor actor.

## Biografia
Va néixer a Hammersmith (Londres) i es va criar a Chelsea (Londres). El seu segon nom ve d'un amic de la seva mare, el poeta David Robilliard.
Va començar la seva carrera com a model el 2010 amb companyies com ara Next i Reebok i el seu primer paper com a actor va ser en un curtmetratge estudiantil, Think of England per la Universitat d'Hertfordshire. El 2011 va fer de Tony a Zero, dirigit per David Barrouk i l'any següent va actuar amb Ben-Ryan Davies a Human Beings, un curtmetratge dirigit per Jonathan Entwistle. El 2012 va aparèixer al vídeo Time to Dance del grup francès The Shoes amb Jake Gyllenhaal. Aquell mateix any va aparèixer a la sèrie d'ITV Leaving, amb Helen McCrory, i el desembre a una altra sèrie d'ITV, The Town, amb Andrew Scott i Martin Clunes, interpretant Ashley, un adolescent problemàtic.
A principis de 2013 va interpretar Calvino a la sèrie de ficció històrica de Showtime The Borgias. També va aparèixer a Alleycats com a Eze, dirigida per Ian Bonhôte, i va tenir un petit paper a la segona temporada de Ripper Street de la BBC One com a Phillip.
El juny de 2012 va unir-se al repartiment de Reina i pàtria, pel·lícula dirigida per John Boorman i estrenada el 2014. El 2014 també va aparèixer a la sèrie Glue d'E4 com a Eli, un viatger gitano el germà del qual és assassinat.
Va fer d'Alistair a la pel·lícula de terror Victor Frankenstein (2015), de Paul McGuigan. El 2016 va interpretar Danny a Tramps, que es va estrenar al Festival Internacional de Cinema de Toronto. Va tenir el paper protagonista a la minisèrie de la BBC One The Capture (2019), fent de Shaun Emery.
El 2020 va interpretar Frank Churchill a la comèdia dramàtica d'època Emma.

## Vida personal
És seguidor del Chelsea Football Club. El setembre de 2019 va iniciar una relació amb l'actriu anglesa Vanessa Kirby, que es va acabar el febrer de 2020.

## Filmografia

### Televisió
| Any  | Títol         | Paper                   | Notes |
| ---- | ------------- | ----------------------- | ----- |
| 2012 | Leaving       | Aaron                   |       |
| 2012 | The Town      | Ashley                  |       |
| 2013 | The Borgias   | Calvino                 |       |
| 2013 | Ripper Street | Phillip                 |       |
| 2014 | Glue          | Eli                     |       |
| 2016 | War & Peace   | Príncep Anatole Kuragin |       |
| 2019 | The Capture   | Shaun Emery             |       |

### Pel·lícules
| Any  | Títol                                           | Paper             | Notes         |  |
| ---- | ----------------------------------------------- | ----------------- | ------------- |  |
| 2010 | Think of England                                | Noi               | Curtmetratge  |  |
| 2011 | Zero                                            | Tony              | Curtmetratge  |  |
| 2012 | Human Beings                                    | Scott             | Curtmetratge  |  |
| 2013 | Alleycats                                       | Eze               | Curtmetratge  |  |
| 2014 | Reina i pàtria                                  | Bill Rohan        |               |  |
| 2015 | Green Room                                      | Tiger             |               |  |
| 2015 | Victor Frankenstein                             | Alistair          |               |  |
| 2016 | Tramps                                          | Danny             |               |  |
| 2016 | Assassin's Creed                                | Nathan            |               |  |
| 2017 | Writer's Room                                   | Callum            |               |  |
| 2017 | Mobile Homes                                    | Evan              |               |  |
| 2017 | The Only Living Boy in New York                 | Thomas            |               |  |
| 2018 | Bèsties fantàstiques: Els crims de Grindelwald  | Theseus Scamander |               |  |
| 2020 | Emma                                            | Frank Churchill   |               |  |
| 2020 | Der göttliche Andere                            | Gregory           |               |  |
| 2021 | The Last Letter from Your Lover                 | Anthony O’Hare    | Postproducció |  |
| 2022 | Bèsties fantàstiques: Els secrets de Dumbledore | Theseus Scamander |               |  |

### Teatre
| Any  | Títol              | Paper   | Notes               |
| ---- | ------------------ | ------- | ------------------- |
| 2011 | The Colour of Home | Charlie | The Cockpit Theatre |
| 2013 | Hard Feelings      | Tone    | The Finborough      |